# XM25反防禦目標應對系統
XM25反防禦目標應對系統（英語：XM25 Counter Defilade Target Engagement System，簡稱：CDTE），前稱：XM25單兵半自動空爆系統（英語：XM25 Individual Semiautomatic Air Burst System），也被稱為「懲罰者」（英語：The Punisher），是由XM29 OICW衍生出來的空爆榴彈發射器。它曾於2010年列裝在阿富汗戰爭中服役的美國陸軍士兵，並原先打算於2015年末期正式投入服役，然而因發生故障和削減計劃預算等問題而導致其服役推遲至2017年初，最終其合約於當年5月遭美国陆军取消。

## 設計
XM25反防禦目標應對系統發射25毫米電子引信榴彈，這種榴彈被設計為當接近目標時在半空中引爆。武器上設有的激光測距儀具有確定目標距離的作用，用戶能夠手動設定引爆距離，最長距離可達10英尺（3.0），而武器本體則會自動把引爆距離傳送到膛室內的榴彈，榴彈在發射後便會以自转圈数追蹤它已經走過的时间乃至距離，然後在適當的距離製造出空爆的效果。這些特徵令XM25在打擊身在掩蓋物後或躲藏在地下的目標時比起傳統的榴彈發射器更為有效。該武器的其中一位開發人員理查德·奧德特認為XM25的出現是個大進步，因為它是世界上首種採用智能技術的輕兵器。
XM25的槍身採用了犢牛式佈局，它以氣動式和轉拴式槍栓的機制運作，並以可拆式彈匣供彈，拉機柄位於機匣左邊前方。該武器的兩邊均設有拋殼口，操作時其中一邊的拋殼口會被防塵蓋封閉著，彈殼會從另一邊拋出，這使左撇子也能夠方便地使用。
該武器系統是由著名德國武器生產商黑克勒-科赫和艾利安特技術系統公司（英語：Alliant Tech systems，簡稱：ATK）所開發，而其目標捕獲／火控系統則是由L-3整合光學系統（英語：L-3 IOS Brashear）所開發。
美軍現役的M203榴彈發射器在打撃點目標時的有效射程為150米，針對較大範圍目標時的最大射程則為350米；而XM25在打撃點目標時的有效射程可達600米，針對較大範圍目標時的最大射程更可達700米。研究指出發射空爆榴彈的XM25比起其他班用等級榴彈發射器的有效率高出300%。
艾利安特技術系統公司更指出在不久未來可能會為XM25開發一種載有小型炸藥的子彈以用作制敵用途而非殺死他們。
美國陸軍目前正在開發一種40毫米口徑的空爆輕兵器榴彈（英語：Small Arms Grenade Munitions，簡稱：SAGM）以為現役的40毫米榴彈發射器提供空爆功能，並作為對XM25的補充。

### 規格
- 口徑： 低速25×40毫米
  - 燃料空氣炸彈
  - 高爆弹
  - 钢矛霰弹
  - 非致命弹
  - 训练弹
  - 穿甲彈（能夠貫穿厚50毫米的護甲）[11]
  - 破門彈
- 發射模式[11]：
  - 空爆
  - 定點引爆
  - 定點延遲引爆
  - 窗口引爆

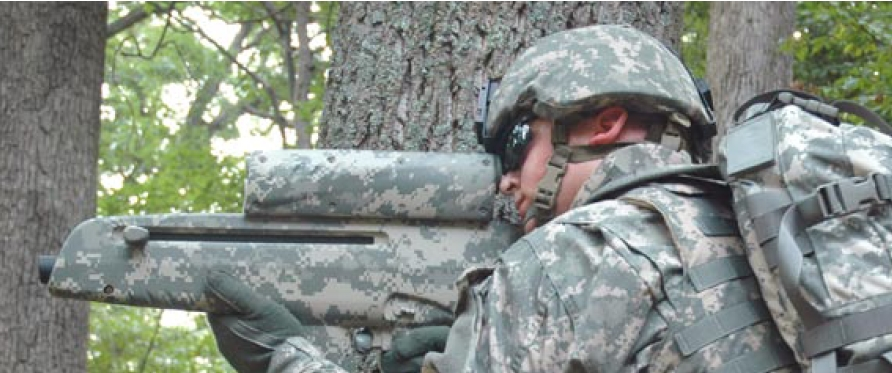
塗有數碼迷彩的XM25。

- 射程：500米點目標，1000米範圍（面）目標
- 運作機制：氣動式、半自動
- 全重：14磅
- 目標找尋／火控系統（XM104）
  - 重量：2.54磅（1.15公斤）
  - 4×可變焦熱能探測鏡
  - 2×直視光學瞄準鏡
  - 彈道電腦
  - 電子數碼指南針
  - 激光測距儀
  - 彈藥引信器
  - 環境感應器

## 歷史
XM25的前身為於1990年代末期開始的「理想單兵戰鬥武器計劃」（英語：Objective Individual Combat Weapon Program，簡稱：OICW）的一部份。XM29是一款把步槍和空爆榴彈發射器整合在一起的單兵戰鬥武器，它全槍重18磅（8.2公斤），遠遠超出一般步槍和榴彈發射器的重量。它的20毫米口徑空爆榴彈確實比起40毫米榴彈更輕，但在牽制和重創敵人方面的效果卻較差。在2003年8月，XM29被分裂成兩種不同的武器，分別成為XM8突擊步槍和XM25空爆榴彈發射器。XM25為OICW增量2型（英語：OICW Increment 2）的獨立使用部件的一部份。作為一具獨立的發射器，它旨在成為一件特殊應用和支援武器，並能夠發射更大和重270克的25毫米榴彈。這種榴彈比起先前的實驗型20毫米榴彈能夠多產生50%更重的破片。在2005年，6把樣槍被送到靶場進行實射測試。兩年後，它們更被送到海外戰場進行實戰試驗。美軍最早曾計劃於2008年為部隊列裝XM25，然而基於使用者所提出的建議和在測試中所發現的問題說明該武器仍然有需要改進的空間。

### 部署到阿富汗
在2010年夏季，美國陸軍開始在阿富汗為XM25進行實戰測試，這批早期版本的成本為30,000美元到35,000美元不等，手工製造的空爆榴彈每發成本為1,000美元。
其中5把XM25連同1,000發手製的空爆榴彈於2010年10月被發配到在阿富汗服役的101空降師，而士兵們在報告中都指該武器極為適合用於擊殺或重創躲在掩蓋位置開火的敵人。美軍部隊後來亦給予該武器「懲罰者」的稱號。據指，XM25於2010年12月3日被首次用於攻擊敵人，而截至2011年2月為止，它已經被2個單位在9場戰鬥中於不同位置發射了55次。期間它成功在觀察哨中切斷了叛軍的兩次攻擊，擊中了2個PKM通用機槍位置，和摧毀了4個埋伏地點。有指在一次交戰中，一名敵軍機槍手不知道是被XM25擊中還是過於害怕而扔掉手上的武器逃跑了。而裝備XM25的2個單位在9場戰鬥中都沒有人員傷亡。該武器被認為是具「革命性」和「改變了遊戲規則」。一名排長指在裝備XM25後，一般長15—20分鐘的交戰僅需時數分鐘而已。它們的表現很完美，沒有任何保養上的問題。士兵們都對只攜帶XM25作為主要武器而無需再額外多攜帶一把M4卡賓槍感到滿意。至今沒有收到任何有關對該武器在重量方面的投訴，不過就有士兵要求延長電池的壽命和令射程增至1,000米。美國陸軍於2012年1月再多訂購36把XM25。

### 走火
於2013年2月2日，一把XM25在一次實彈訓練期間發生了膛炸事故。事故原因是出於點燃了彈藥的底火和裝藥，從而引發雙重進彈，儘管該槍的安全機制成功地阻止了子彈的彈頭引爆。涉事的槍枝在意外發生後已無法操作，而那名操作武器的士兵亦受了輕傷。作為回應，美國陸軍隨即把所有仍在阿富汗服役的XM25除役。艾利安特技術系統公司發現武器在5,900發射擊之後就發生了故障。
是次走火事故導致陸軍延遲了對XM25的大規模生產，並期待武器和彈藥的設計、操作程序，以及培訓技術能夠獲得改善。該武器的測試仍然在阿伯丁試驗場持續進行中，而在此同時開發團隊納入了130種改進設計。儘管發生了事故，五角大樓在採購建議中仍然包含著價值6,900萬美元的1,400把XM25。其中陸軍打算引進10,876把XM25，並在每個步兵排中發配兩把，每支特種作戰部隊小隊中發配一把。

## 項目進展情況
- 2005年4月 —第一把原型槍被送交美國陸軍作實彈射擊測試。[19]
- 2005年10月 —送交常規部隊作實彈射擊測試。[20]
- 2017年 —首年投入980萬美元進行小批量生產，餘下分四年預計分別投入1,490萬、2,490萬、3,220萬與2,580萬美元裝備部隊。
- 2017年5月5日 —美陸軍證實取消XM25空爆榴彈計畫，據美國陸軍發言人表示，在2017年4月5日，由於XM25 CDTE計畫主要承包商Orbital ATK未能依約交付要求的20套武器系統，因此陸軍宣布與Orbital ATK間的合約取消，並讓這個困難重重的計畫正式終結，而儘管雙方已就此事做出更進一步協調，但承包商仍然未提出讓軍方滿意的替代方案。

## 使用國
- 马来西亚
  - 馬來西亞海軍特種作戰部隊
- 英国
  - 英國陸軍特種空勤團[21][22]
- 美国
  - 美國陸軍（曾經於2010—2012年有限地配發至阿富汗作戰的士兵中試用，2013年撤裝）

## 流行文化

### 電影
- 2014年—：實際上為以L85A1改裝而成的道具，劇中由「火星」（維克多·歐提茲飾演）向巴尼·羅斯講述該武器的特點並展示其火力。

### 電子遊戲
- 2007年—：最早於韓國版2015年8月20日時推出。使用白色、藍色和橙色槍身，裝有目標找尋／火控系統，命名為「VULCANUS-5」。奇怪地變成了裝填40發智慧型彈藥的智慧型突击步枪。
- 2011年—：命名為“XM25”，以4發彈匣供彈。在戰役、联机与特别行动模式當中均有登場，戰役模式當中由美國陸軍三角洲特種部隊合金小隊成員德里克“冰霜”韋斯特布魯克於「黑色星期二」中所使用。聯機模式時於等級52解鎖。
- 2013年—《4》：聯機模式中為支援兵可用裝備，無須解鎖一開始即可使用，單機模式中則能夠由主角丹尼爾·雷克（Daniel Recker）所使用。
- 2016年—《2》：包含在11月25號推出的DLC，Gage Spec Ops Pack中，需要完成小任務（Side Jobs）後才能解鎖使用。

### 動畫
- 2015年—《絕命制裁X》：沒有裝上瞄準設備，由緋崎千影所使用。

## 外部連結
- （英文） defense review-ATK XM25 （页面存档备份，存于）
- （英文） ATK - XM25 空爆榴彈發射器 （页面存档备份，存于）
- （英文） XM25 grenade launcher - Modern Firearms
- （英文） XM25 空爆彈發射器 - Global Security （页面存档备份，存于）
- （英文） Military.com - 第一把XM25 （页面存档备份，存于）
- （中文） 槍炮世界（XM25） （页面存档备份，存于）
- （中文） 美二戰後陸軍步兵武器最大進化─XM25智慧榴彈槍[永久]